# Fixismo
Fixismo, uma doutrina amplamente aceita no século XVIII, sustentava que todas as espécies foram criadas tal como são por poder divino, e permaneceriam assim, imutáveis, por toda sua existência, sem que jamais ocorressem mudanças significativas na sua descendência. Dessa forma, a mudança não era uma regra. Um dos maiores defensores do fixismo foi o naturalista francês Georges Cuvier, conhecido por suas contribuições significativas à anatomia comparada e à paleontologia.
Além da biologia, o fixismo também influenciou a geologia, argumentando que todos os continentes teriam se mantido estáveis e fixos em seus lugares atuais ao longo de toda história geológica. Essa corrente de pensamento antecede historicamente a teoria proposta por Alfred Wegener em 1912, da deriva continental, que propõe que os continentes tenham se movido ao longo das eras. Atualmente a deriva continental é aceita na forma da teoria das tectônica de placas, mas o fixismo geológico persistiu sendo defendido por um considerável tempo até que o acúmulo de evidências eventualmente favoreceu a aceitação científica da deriva continental.

## História
Por volta do século XVII, John Ray, clérigo e naturalista inglês,  considerado o "pai da taxonomia moderna "catalogou as plantas que encontrou nos arredores de Cambridge. Este acontecimento foi o primeiro catálogo sistemático de que se tem notícia.
Baseando inclusive pelo método e pelas idéias de J. Ray, Carl Von Linné propôs um sistema de classificação dos seres vivos em que ainda nos baseamos nos dias atuais e o publicou num trabalho chamado "Systema Naturae", classificando os seres vivos segundo categorias hierárquicas. Linné baseou-se no pensamento tipológico, que diz, em síntese, que os diferentes tipos de seres vivos eram como cópias defeituosas ou imperfeitas de um certo tipo ideal e perfeito. Linné reuniu os seres vivos semelhantes como sendo da mesma espécie. Linné, bem como todos os naturalistas da sua época, acreditavam que todos os organismos haviam sido "criados" como estavam na natureza e que não havia variação no número de espécies desde a criação do mundo. Extinções também eram negadas por alguns, por não fazerem sentido do ponto de vista de uma criação divina dos seres.
Em 1812, Georges Cuvier apontou que diversos fósseis, como por exemplo o alce-gigante e o mamute não eram representantes de qualquer espécie viva de animal. Propôs então a hipótese catastrofista, que admite que na história da Terra teria havido uma sucessão de catástrofes geológicas que teriam destruído as espécies existentes sendo então substituídas por novas criações. Essa visão contrastava fortemente com a ideia fixista de estabilidade e imutabilidade das formas de vida.